# Drslavice
Drslavice är en ort i Tjeckien.   Den ligger i distriktet Okres Uherské Hradiště och regionen Zlín, i den östra delen av landet, 260 km sydost om huvudstaden Prag. Drslavice ligger 201 meter över havet och antalet invånare är 498.
Terrängen runt Drslavice är huvudsakligen platt, men åt nordväst är den kuperad. Drslavice ligger nere i en dal. Runt Drslavice är det ganska tätbefolkat, med 72 invånare per kvadratkilometer. Närmaste större samhälle är Uherský Brod, 4,2 km sydost om Drslavice. Trakten runt Drslavice består till största delen av jordbruksmark.